# 阿含・桐山杯中国囲棋快棋公開戦
阿含・桐山杯中国囲棋快棋公開戦（あごんきりやまはいちゅうごくいきかいきこうかいせん、阿含・桐山杯中国围棋快棋公开赛）は、中国の囲碁の棋戦。1999年に創設。中国で唯一、プロ棋士とアマチュア混合の棋戦。
- 主催 中国棋院、中国国際友好連絡会
- 協力 中国中央電視台
- 賛助 阿含宗桐山靖雄
- 組織委員会 名誉顧問桐山靖雄、顧問陳祖徳、王軍、沈衛平、藍暁石、屠銘徳、主席王汝南
- 優勝賞金 20万元

優勝者は、日本の阿含・桐山杯全日本早碁オープン戦の優勝者と、阿含・桐山杯日中決戦を行う。
2020年はコロナ禍のため中止。2021年第22回は、成都市にて成都市体育局、成都市武侯区人民政府、四川省囲棋教会の協力で開催された。

## 方式
- 出場棋士は、中国囲棋協会のプロ棋士、及びアマチュア棋士。アマチュア予選勝ち抜き者16名及びプロの棋士ランキング120位以内のうちシード棋士8名以外による128名によるトーナメントによる選抜者8名に、シード棋士8名を加えた16名によるトーナメント戦。
- 持ち時間は1手30秒、1分単位で10分の考慮時間。

## 歴代優勝者と決勝戦
（左が優勝者）
1. 1999年 馬暁春 - 周鶴洋
2. 2000年 周鶴洋 - 邵煒剛
3. 2001年 劉菁 - 馬暁春
4. 2002年 兪斌 - 黄奕中
5. 2003年 古力 - 孔傑
6. 2004年 周鶴洋 - 邵煒剛
7. 2005年 古力 - 邱峻
8. 2006年 劉星 - 羅洗河
9. 2007年 劉星 - 孔傑
10. 2008年 古力 - 常昊
11. 2009年 孫騰宇 - 朴文尭
12. 2010年 邱峻 - 常昊
13. 2011年 朴文尭 - 陳耀燁
14. 2012年 古力 - 周睿羊
15. 2013年 連笑 - 范廷鈺
16. 2014年 柯潔 - 唐韋星
17. 2015年 黄雲嵩 - 陳耀燁
18. 2016年 柯潔 - 陳耀燁
19. 2017年 柁嘉熹 - 柯潔
20. 2018年 辜梓豪 - 范廷鈺
21. 2019年 范廷鈺 - 柁嘉熹
22. 2021年 辜梓豪 - 黄雲嵩
23. 2022年 李欽誠 - 謝爾豪
24. 2023年 楊鼎新 - 辜梓豪
25. 2024 陳梓健 – 戎毅